# Carya nussbaumeri
Carya nussbaumeri är en valnötsväxtart som beskrevs av Charles Sprague Sargent. Carya nussbaumeri ingår i släktet hickory, och familjen valnötsväxter. Inga underarter finns listade i Catalogue of Life.